# Џенан Лончаревић
Џенан Лончаревић (Пријепоље, 1975) српски је певач поп и поп рок музике.

## Биографија и каријера
Основну школу је завршио у Пријепољу. Његов таленат је открила наставница музичког и помогла му да упише средњу школу у Сарајеву. Као мали учествовао је и у дечијој емисији "Музички тобоган", где је певао песму Црвене јабуке - Туго несрећо. Дуго је певао по Пријепољу и околини, да би од 2006. године почео да пева и у Београду.
Први албум под називом Никоме ни реч је издао 2007. године за издавачку кућу Сити рекордс, а на албуму се нашло 14 песама.
Три пута је учествовао на Будванском фестивалу, а на првом учешћу је добио награду за „медитерански звук“ са песмом Ти амо Анђела. Други албум под називом Добро је то је издао 25. маја 2009. године. На другом албуму се нашло 11 песама. Трећи албум издао је 2011. године под називом Здраво душо. Четврти албум под називом "No 4" у продају је изашао 4. априла 2013. године. Албум под називом Два су корака појавио се на тржишту 25. новембра 2015. године и садржи 17 песама и поклон DVD са спотовима снимљеним за свих 17 песама. Поред тога, снимљено је доста синглова и дуета.
Године 2019. објавио је песму Не враћа се љубав никад у сарадњи са Банетом Опачићем, који је написао музику и текст за ову баладу.
Учестовао је на Беовизији 2019. где је завршио на другом месту са песмом "Нема суза".

## Дискографија

### Синглови
- Лаура (2008)
- Да си ту (2008)
- Старим сам (2010)
- Ана не буди луда (2010)
- Лоша (2010)
- Успомене (дует са Ацом Пејовићем) (2010)
- Има туга, име, улицу и број (дует са Индиром Радић) (2010)
- Београд прича (дует са Емином Јаховић) (2012)
- Цвете бели (2012)
- Кап у мору (2012)
- Дио мога тијела (2013)
- Откад нема нас (2013)
- Шта ми је, шта ми је (2013)
- Мирно спавај (2013)
- Лоше су године (2014)
- Ово је мој град (2014)
- Позитива (дует са Огњеном Амиџићем) (2014)
- Казино (2014)
- Лауфер (2015)
- Данас такве се траже (са Експлозив бендом) (2015)
- Питам те (2016)

### Видеографија
| Спот                       | Година | Режисер                          |
| -------------------------- | ------ | -------------------------------- |
| Никоме ни реч              | 2007   | Studio Vista                     |
| Добро је то                | 2009   |                                  |
| Не буди ме                 | 2010   |                                  |
| Старим сам                 | 2010   | Харис Дубица                     |
| Веруј брату                | 2011   | Ведад Јашаревић                  |
| Београд прича              | 2012   | Харис Дубица                     |
| Туго срећан пут            | 2012   | Харис Дубица                     |
| Туго моја                  | 2013   | Ђорђе Стојиљковић, Ненад Вељовић |
| Позитива                   | 2014   | G★ Production                    |
| Казино                     | 2015   | Андреј Илић                      |
| Самица за тугу             | 2015   | Ведад Јашаревић                  |
| Лауфер                     | 2015   |                                  |
| Данас се такви траже       | 2015   | Ведад Јашаревић                  |
| Памук усне                 | 2015   | Ведад Јашаревић                  |
| Лоше су године             | 2015   | Андреј Илић                      |
| Дошла је                   | 2015   | Ведад Јашаревић                  |
| Проклето и свето           | 2015   | Ведад Јашаревић                  |
| Два су корака              | 2015   | Ведад Јашаревић                  |
| Није злато да изблиједи    | 2015   | Ведад Јашаревић                  |
| Љуби или ме уби            | 2015   | Ведад Јашаревић                  |
| Тајна несрећа              | 2015   | Ведад Јашаревић                  |
| Није довољно само једно да | 2015   | Ведад Јашаревић                  |
| Око моје                   | 2015   | Ведад Јашаревић                  |
| Рано црна                  | 2015   | Ведад Јашаревић                  |
| Дао сам ти срце            | 2015   | Ведад Јашаревић                  |
| Да могу да те вратим       | 2016   | E-Digital production             |
| Одавде до неба             | 2017   | Ведад Јашаревић                  |
| Лаку ноћ                   | 2017   | Ведад Јашаревић                  |
| Питам те                   | 2017   | Ведад Јашаревић                  |
| Кошава                     | 2018   | Ведад Јашаревић                  |
| Пијеш сине                 | 2018   | Харис Дубица                     |
| Ако питаш                  | 2019   | Харис Дубица                     |
| Не враћа се љубав никад    | 2019   | Харис Дубица                     |
| Чувам твоја крила, анђеле  | 2019   | Харис Дубица                     |
| Дуга                       | 2020   | Харис Дубица                     |
| Све моје љубави            | 2020   | Харис Дубица                     |
| Крај танана шадрвана       | 2020   |                                  |
| Животе душе моје           | 2021   | Душан Алагић                     |
| Тишина                     | 2021   |                                  |

### Албуми
- Никоме ни реч (Сити рекордс) (2007)
- Добро је то (Сити рекордс) (2009)
- Здраво душо (Сити рекордс) (2011)
- No. 4 (Сити рекордс) (2013)
- Два су корака (Сити рекордс) (2015)

## Фестивали
Пјесма Медитерана, Будва:
- Ti amo Anđela, 2004
- Није ми стало, 2005
- Знам, 2006

Радијски фестивал, Србија:
- Да си ту, 2007
- Откад нема нас, 2013

Pink music фестивал:
- Ово је мој град, 2014

Беовизија:
- Нема суза, друго место, 2019

Сплит:
- Без тебе вриме ово стало је, трећа награда стручног жирија, 2024
- Ча ће ми Копакабана (Вече Теа Трумбића), 2024